# Consac
Consac là một xã trong tỉnh Charente-Maritime tổng Mirambeau of the Charente-Maritime trong vùng Nouvelle-Aquitaine, tây nam nước Pháp. Xã Consac nằm ở khu vực có độ cao trung bình 80 mét trên mực nước biển.

## Lịch sử biến động dân số
| Năm  | Dân số | Mật độ |
| ---- | ------ | ------ |
| 1962 | 235    | -      |
| 1968 | 260    | -      |
| 1975 | 225    | -      |
| 1982 | 234    | -      |
| 1990 | 210    | -      |
| 1999 | 240    | 26/km² |